# Mersenne-Zahl

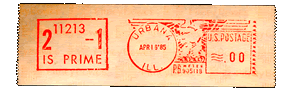
Poststempel mit der 23. Mersenne-Primzahl, die 1963 an der UIUC von Donald B. Gillies gefunden wurde

Eine Mersenne-Zahl ist eine Zahl der Form {\displaystyle 2^{n}-1}. Im Speziellen bezeichnet man mit {\displaystyle M_{n}=2^{n}-1} die {\displaystyle n}-te Mersenne-Zahl. Die ersten sieben Mersenne-Zahlen {\displaystyle M_{n}} sind
{\displaystyle 1,3,7,15,31,63,127} (Folge A000225 in OEIS).
Die Primzahlen unter den Mersenne-Zahlen werden Mersenne-Primzahlen genannt. Die ersten acht Mersenne-Primzahlen {\displaystyle M_{p}} sind
{\displaystyle 3,7,31,127,8191,131071,524287,2147483647} (Folge A000668 in OEIS)
für die Exponenten {\displaystyle p=2,3,5,7,13,17,19,31} (Folge A000043 in OEIS).
Bei der Darstellung im Dualsystem zeigen sich Mersennezahlen als Einserkolonnen, d. h. Zahlen, die ausschließlich aus Einsen bestehen. Die {\displaystyle n}-te Mersennezahl ist im Dualsystem eine Zahl mit {\displaystyle n} Einsen (Beispiel: {\displaystyle M_{3}=7=111_{2}}). Mersenne-Zahlen zählen im Binären zu den Zahlenpalindromen, Mersenne-Primzahlen dementsprechend zu den Primzahlpalindromen.
| P: Mp ist prim —: Mp ist eine zusammengesetzte Mersenne-Zahl Cyan: richtig bei Mersenne Rosa: hier irrte Mersenne |     |     |     |     |     |     |     |     |
| p | 2   | 3   | 5   | 7   | 11  | 13  | 17  | 19  |
| Mp | P   | P   | P   | P   | —   | P   | P   | P   |
| p | 23  | 29  | 31  | 37  | 41  | 43  | 47  | 53  |
| Mp | —   | —   | P   | —   | —   | —   | —   | —   |
| p | 59  | 61  | 67  | 71  | 73  | 79  | 83  | 89  |
| Mp | —   | P   | —   | —   | —   | —   | —   | P   |
| p | 97  | 101 | 103 | 107 | 109 | 113 | 127 | 131 |
| Mp | —   | —   | —   | P   | —   | —   | P   | —   |
| p | 137 | 139 | 149 | 151 | 157 | 163 | 167 | 173 |
| Mp | —   | —   | —   | —   | —   | —   | —   | —   |
| p | 179 | 181 | 191 | 193 | 197 | 199 | 211 | 223 |
| Mp | —   | —   | —   | —   | —   | —   | —   | —   |
| p | 227 | 229 | 233 | 239 | 241 | 251 | 257 | 263 |
| Mp | —   | —   | —   | —   | —   | —   | —   | —   |

Ihren Namen haben diese Primzahlen von dem französischen Mönch und Priester Marin Mersenne (1588–1648), der im Vorwort seiner Cogitata Physico-Mathematica behauptete, dass für {\displaystyle p=2,3,5,7,13,17,19,31,67,127} und {\displaystyle 257} die Zahl {\displaystyle M_{p}} eine Primzahl sei.
Er irrte sich jedoch bei den Zahlen {\displaystyle M_{67}} und {\displaystyle M_{257}} und übersah die Mersenne-Primzahlen {\displaystyle M_{61}}, {\displaystyle M_{89}} und {\displaystyle M_{107}}.
Dass {\displaystyle M_{67}} keine Primzahl ist, hat Édouard Lucas 1876 gezeigt, aber erst im Jahre 1903 konnte der Mathematiker Frank Nelson Cole die Primfaktoren dieser Zahl benennen. Um den Nachweis zu führen, dass {\displaystyle M_{257}} keine Primzahl ist, wurde 1932 eine frühe Rechenmaschine verwendet. Bei der Zahl {\displaystyle M_{67}} handelt es sich möglicherweise um einen Lesefehler seitens Mersenne aus seiner Korrespondenz mit Bernard Frénicle de Bessy und Pierre de Fermat, wobei er {\displaystyle p=61} mit {\displaystyle p=67} verwechselte.
Mersenne-Zahlen kommen auch beim Mersenne-Twister vor, einem Pseudozufallszahlengenerator.

## Geschichte
Mersenne-Zahlen wurden zuerst in der Antike im Zusammenhang mit vollkommenen Zahlen untersucht.
Eine natürliche Zahl wird vollkommen genannt, wenn sie gleich der Summe ihrer echten Teiler ist (Beispiel: {\displaystyle 6=1+2+3}). Schon Euklid hatte gezeigt, dass die Zahl {\displaystyle 2^{n-1}(2^{n}-1)} vollkommen ist, wenn {\displaystyle 2^{n}-1} eine Primzahl ist ({\displaystyle n=2} liefert die Zahl {\displaystyle 6}). 2000 Jahre später wurde von Euler die Umkehrung für gerade vollkommene Zahlen gezeigt: Jede gerade vollkommene Zahl ist von der Form {\displaystyle 2^{n-1}(2^{n}-1)}, wobei {\displaystyle 2^{n}-1} eine Primzahl ist.
Ungerade vollkommene Zahlen sind bisher nicht gefunden worden, allerdings konnte ihre Existenz bis heute weder bewiesen noch widerlegt werden.
Die ersten vier vollkommenen Zahlen {\displaystyle 6,28,496} und {\displaystyle 8128} waren schon in der Antike bekannt. Die Suche nach weiteren vollkommenen Zahlen motivierte die Suche nach weiteren Mersenne-Primzahlen. Denn die vollkommenen Zahlen sind exakt die Dreieckszahlen aus den Mersenne-Primzahlen. Die wichtigste dabei zu beachtende Eigenschaft ist die folgende:
Ist {\displaystyle n} eine zusammengesetzte Zahl, so ist auch {\displaystyle M_{n}} eine zusammengesetzte Zahl. Dass {\displaystyle 2^{a\cdot b}-1} von {\displaystyle 2^{a}-1} und von {\displaystyle 2^{b}-1} ohne Rest geteilt wird, kann mit Hilfe einer Polynomdivision gezeigt werden, falls {\displaystyle a} und {\displaystyle b} natürliche Zahlen ohne die Null sind.
Daraus folgt unmittelbar, dass der Exponent {\displaystyle p} einer Mersenne-Primzahl {\displaystyle M_{p}=2^{p}-1} selbst eine Primzahl ist. Durch diese Eigenschaft wird die Suche nach Mersenne-Primzahlen erleichtert, da nur noch Mersenne-Zahlen mit Primzahlexponent betrachtet werden müssen.
Der Umkehrschluss, dass {\displaystyle M_{p}} prim ist, wenn {\displaystyle {p}} prim ist, ist jedoch falsch, da beispielsweise {\displaystyle M_{11}=2047=23\cdot 89} keine Primzahl ist.
Mersenne-Primzahlen sind selten: Bislang (Stand Oktober 2024) sind erst 52 davon gefunden worden. Da es einen besonders effizienten Primzahltest für sie gibt, sind die größten bekannten Primzahlen Mersenne-Primzahlen.
| Jahr     | Ereignis |
| -------- | --- |
| bis 1536 | Man glaubt, dass für alle Primzahlen p gilt, 2p−1 sei prim. |
| 1536     | Der deutsche Rechenmeister Ulrich Rieger (lat. Hudalrichus Regius) veröffentlicht in seinem Rechenbuch Utriusque Arithmetices epitome als erster die fünfte vollkommene Zahl 212·(213−1) = 4096 · 8191 = 33.550.336 in gedruckter Form. Nachdem die Zahlen 511 und 2047 in seiner tabellarischen Übersicht nicht vorkommen, darf man annehmen, dass er 211−1 = 2047 = 23 · 89 als zusammengesetzt erkannt hat, obgleich er dies nicht extra erwähnt. |
| 1555     | Johann Scheubel veröffentlicht in seiner deutschen Übersetzung der Bücher VII–IX von Euklids Elementen die nächsten beiden vollkommenen Zahlen 216·(217−1) = 65.536 · 131.071 = 8.589.869.056 und 218·(219−1) = 262.144 · 524.287 = 137.438.691.328. Die zweiten Faktoren sind die mersenneschen Primzahlen M17 und M19. Allerdings hat er sowohl 211−1 = 2047 = 23 · 89 als auch 215−1 = 32767 = 7 · 31 · 151 nicht als zusammengesetzt erkannt, dafür aber 221−1 = 2.097.151 = 72 · 127 · 337. (Die Zerlegungen gibt er allerdings an dieser Stelle nicht an.) Er erhält in seinem Werk also fälschlicherweise neun anstatt der korrekten sieben vollkommenen Zahlen. |
| 1603     | Pietro Cataldi (1548–1626) zeigt, dass 2p−1 prim ist für p = 17, 19, und vermutet dies korrekt für p = 31. Fälschlicherweise glaubt er es auch für p = 23, 29 und 37. |
| 1640     | Fermat widerlegt Cataldi für p = 23 und p = 37: 223−1 = 47 · 178.481 und 237−1 = 223 · 616.318.177 sind keine Primzahlen. |
| 1644     | Mersenne behauptet, 2p−1 sei prim für p = 2, 3, 5, 7, 13, 17, 19, 31, 67, 127 und 257, jedoch nicht prim für alle anderen natürlichen Zahlen kleiner als 257 (Vorwort zu seinem Werk Cogitata Physico-Mathematica). Wir wissen heute jedoch, dass diese Behauptung falsch ist, denn 2p−1 ist prim sowohl für p = 61 (Perwuschin, 1883) als auch für p = 89 (Powers, 1911) und p = 107 (Powers und Fauquembergue, 1914), zudem sind 267−1 (Lucas, 1876; Cole 1903) und 2257−1 (Lehmer, 1932) zusammengesetzt. |
| 1738     | Euler widerlegt Cataldi für p = 29: 229−1 = 233 · 1103 · 2089. |
| 1750     | Euler bestätigt, dass Cataldi für p = 31 richtig lag: 231−1 ist prim. |
| 1870     | Édouard Lucas (1842–1891) formuliert die theoretischen Grundlagen für den Lucas-Lehmer-Test. |
| 1876     | Lucas bestätigt Mersenne: 2127−1 ist prim, und widerspricht: 267−1 ist nicht prim, Faktoren bleiben unbekannt. |
| 1883     | Iwan Michejowitsch Perwuschin (1827–1900), ein russischer Mathematiker und orthodoxer Priester aus Perm/Russland, zeigt, dass 261−1 prim ist (Widerspruch zu Mersenne). |
| 1903     | Frank Nelson Cole benennt die Primfaktoren von 267−1 = 193.707.721 · 761.838.257.287. |
| 1911     | Ralph Ernest Powers widerspricht Mersenne für p = 89: 2p−1 ist prim. |
| 1914     | Powers widerspricht Mersenne auch für p = 107: 2p−1 ist prim. Fast gleichzeitig kommt auch E. Fauquembergue zu dieser Aussage. |
| 1930     | Derrick Henry Lehmer (1905–1991) formuliert den Lucas-Lehmer-Test. |
| 1932     | Lehmer zeigt: M(149) und M(257) sind nicht prim, er rechnet dazu ein Jahr lang täglich zwei Stunden an einem Tischrechner. |
| 1934     | Powers zeigt: M(241) ist nicht prim. |
| 1944     | Horace S. Uhler zeigt: M(157) und M(167) sind nicht prim. |
| 1945     | Uhler zeigt: M(229) ist nicht prim. |
| 1947     | Uhler zeigt: M(199) ist nicht prim. |
| 1947     | Der Bereich von 1 bis 257 ist nun vollständig überprüft. Man kennt jetzt die Mersenne-Primzahlen M(p) für p = 2, 3, 5, 7, 13, 17, 19, 31, 61, 89, 107 und 127. |
| 1951     | Beginn des Einsatzes von Computern. Die Länge der größten bekannten Primzahl steigt bis 1952 von 39 Stellen auf 687 Stellen. |
| 1963     | Donald Gillies entdeckt M(11.213) mit 3.376 Stellen. |
| 1996     | Joel Armengaud und George Woltman entdecken mit GIMPS M(1.398.269) mit 420.921 Stellen. |
| 1999     | Mit M(6.972.593), die 2.098.960 Stellen hat, kennt man am 1. Juni erstmals eine Primzahl mit mehr als einer Million Stellen. |
| 2004     | Am 15. Mai wird nachgewiesen, dass M(24.036.583), eine Zahl mit 7.235.733 Stellen, prim ist. |
| 2005     | Am 18. Februar wird vom GIMPS-Projekt die 42. Mersenne-Primzahl entdeckt: M(25.964.951) hat 7.816.230 Stellen. Ebenfalls vom GIMPS-Projekt wird am 15. Dezember die 43. Mersenne-Primzahl entdeckt: M(30.402.457) hat 9.152.052 Stellen. |
| 2006     | Am 4. September vermeldet das GIMPS-Projekt die Entdeckung der 44. Mersenne-Primzahl M(32.582.657) mit 9.808.358 Stellen. |
| 2008     | Am 16. September werden vom GIMPS-Projekt die 45. und die 46. bekannte Mersenne-Primzahl veröffentlicht: M(37.156.667) (entdeckt am 6. September) mit 11.185.272 Stellen und M(43.112.609) (entdeckt am 23. August) mit 12.978.189 Stellen. |
| 2009     | Die 47. bekannte Mersenne-Primzahl M(42.643.801) wird vom GIMPS-Projekt am 12. April entdeckt und am 12. Juni veröffentlicht. |
| 2013     | Die 48. bekannte Mersenne-Primzahl M(57.885.161) wird vom GIMPS-Projekt am 25. Januar entdeckt. |
| 2016     | Die 49. bekannte Mersenne-Primzahl M(74.207.281) wird vom GIMPS-Projekt am 7. Januar entdeckt. |
| 2017     | Die 50. bekannte Mersenne-Primzahl M(77.232.917) wird vom GIMPS-Projekt am 26. Dezember entdeckt. |
| 2018     | Die 51. bekannte Mersenne-Primzahl M(82.589.933) wird vom GIMPS-Projekt am 7. Dezember entdeckt. |
| 2024     | Die 52. bekannte Mersenne-Primzahl M(136.279.841) wird vom GIMPS-Projekt am 12. Oktober entdeckt. |

## Teilbarkeitseigenschaften der Mersenne-Zahlen
Im Lauf ihrer langen Geschichte sind viele Ergebnisse über Mersenne-Zahlen gefunden worden. Außer der schon erwähnten grundlegenden Teilbarkeitseigenschaft (teilt {\displaystyle r} die Zahl {\displaystyle n}, so ist {\displaystyle M_{r}} Teiler von {\displaystyle M_{n}}) gibt es z. B. folgende Ergebnisse:
- Ist {\displaystyle n} eine gerade Zahl und {\displaystyle n+1} prim, so ist {\displaystyle n+1} ein Teiler von {\displaystyle M_{n}}, z. B. {\displaystyle M_{10}=1023=3\cdot 11\cdot 31,M_{12}=4095=3^{2}\cdot 5\cdot 7\cdot 13}.

- Ist {\displaystyle n} eine ungerade Primzahl und {\displaystyle q} ein Primfaktor von Mn, so gilt {\displaystyle q\equiv 1{\bmod {\ }}2n} und {\displaystyle q\equiv \pm 1\ {\bmod {\ }}8}. Beispiel: {\displaystyle M_{11}=2047=23\cdot 89} und {\displaystyle 23=2\cdot 11+1}, {\displaystyle 89=4\cdot 2\cdot 11+1}.

- Wenn {\displaystyle p} eine Primzahl mit {\displaystyle p\equiv 3\ mod\ 4} ist, dann gilt die folgende Äquivalenz: {\displaystyle 2p+1} teilt die Mersenne-Zahl {\displaystyle M_{p}} genau dann, wenn {\displaystyle 2p+1} prim ist. Beispiel: {\displaystyle 11} ist prim und lässt einen Rest von {\displaystyle 3} bei Division durch {\displaystyle 4}. Da {\displaystyle 23} (als Ergebnis von {\displaystyle 2\cdot 11+1}) prim ist, folgt: {\displaystyle 23} teilt die Mersenne-Zahl {\displaystyle M_{11}=2047}. Diese Aussage wurde von Leonhard Euler formuliert, aber erst später von Joseph-Louis Lagrange bewiesen (siehe auch Sophie-Germain-Primzahl).

- Ist {\displaystyle M_{p}>3} eine Primzahl, dann ist {\displaystyle M_{p}+2} keine Primzahl (nämlich durch {\displaystyle 3} teilbar). Mersenne-Primzahlen eignen sich also nicht als die kleinere Primzahl eines Primzahlzwillings.

- Ist {\displaystyle n=2^{m}} mit {\displaystyle m>0}, so ist {\displaystyle M_{n}} das Produkt der Fermat-Zahlen {\displaystyle F_{0}} bis {\displaystyle F_{m-1}}. Beispiel: {\displaystyle M_{16}=F_{0}\cdot F_{1}\cdot F_{2}\cdot F_{3}=3\cdot 5\cdot 17\cdot 257}.

## Die Suche nach Mersenne-Primzahlen
Für die Erzielung von Primzahl-Rekorden eignen sich Mersenne-Primzahlen in mehrfacher Hinsicht besonders gut, weil (a) zusammengesetzte Exponenten unberücksichtigt bleiben können, weil diese keine Primzahlen generieren, und deshalb eine Liste der Kandidaten für den Exponent {\displaystyle p} leicht mit Primzahlgeneratoren erstellt werden kann (b) durch den funktionalen Zusammenhang die Größenordnung der Primzahl exponentiell – nämlich zur Basis zwei – mit dem Argument {\displaystyle p} anwächst, man also schnell sehr große Zahlen erhält, (c) mit dem nachfolgend beschriebenen Lucas-Lehmer-Test ein einfacher und effektiver Primzahltest zur Verfügung steht.
Seit 1992 ist die größte bekannte Primzahl daher immer eine Mersenne-Primzahl gewesen.

### Der Lucas-Lehmer-Test
Dieser Test ist ein speziell auf Mersenne-Zahlen zugeschnittener Primzahltest, der auf Arbeiten von Édouard Lucas aus der Zeit 1870–1876 beruht und im Jahr 1930 von Derrick Henry Lehmer ergänzt wurde.
Er funktioniert wie folgt:
Sei {\displaystyle p} ungerade und prim. Die Folge {\displaystyle (S_{k})_{k\in \mathbb {N} }} sei rekursiv definiert durch {\displaystyle S_{1}=4} und {\displaystyle S_{k+1}=S_{k}^{2}-2}.
Dann gilt: {\displaystyle M_{p}=2^{p}-1} ist genau dann eine Primzahl, wenn {\displaystyle S_{p-1}} durch {\displaystyle M_{p}} teilbar ist.

### GIMPS: Die große Internet-Mersenne-Primzahl-Suche
Im Oktober 2024 waren 52 Mersenne-Primzahlen bekannt. Mit massivem Computereinsatz wird nach weiteren Mersenne-Primzahlen gesucht. Da es sich um sehr große Zahlen handelt, sind die Berechnungen aufwendig: Die 51. Mersenne-Primzahl hat mehr als 24 Millionen Ziffern im Dezimalsystem. Die Berechnung erfolgt durch Langzahlarithmetik.
GIMPS (engl.: Great Internet Mersenne Prime Search) versucht, weltweit möglichst viele Computer an den Berechnungen zu beteiligen. Die dafür nötige Software (Prime95) wurde von George Woltman und Scott Kurowski erstellt und ist für mehrere Computer-Plattformen (Windows, Linux …) verfügbar.

## Liste aller bekannten Mersenne-Primzahlen

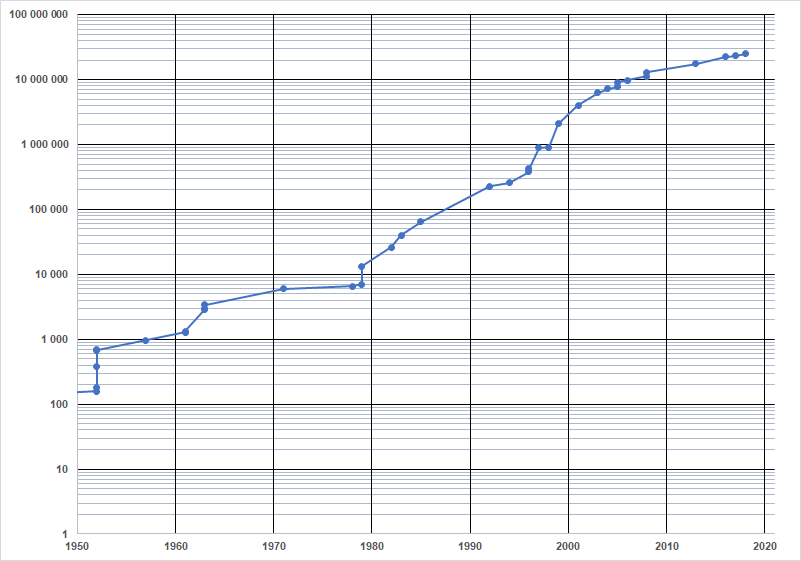
Graph der Anzahl von Ziffern bei den größten bekannten Mersenne-Primzahlen im Verhältnis zum Jahr, ab 1950, der jüngsten Ära elektronischer Rechenmaschinen. Beachte: Die vertikale Skala ist eine zweifach logarithmische Skala des Wertes der Mersenne-Primzahl.

| Nr. | p           | Anzahl der Ziffern von M(p) | Jahr | Entdecker                           |
| --- | ----------- | --------------------------- | ---- | ----------------------------------- |
| 1   | 2           | 1                           | –    | –                                   |
| 2   | 3           | 1                           | –    | –                                   |
| 3   | 5           | 2                           | –    | –                                   |
| 4   | 7           | 3                           | –    | –                                   |
| 5   | 13          | 4                           | 1456 | –                                   |
| 6   | 17          | 6                           | 1555 | Pietro Cataldi                      |
| 7   | 19          | 6                           | 1555 | Pietro Cataldi                      |
| 8   | 31          | 10                          | 1772 | Leonhard Euler                      |
| 9   | 61          | 19                          | 1883 | Iwan Perwuschin                     |
| 10  | 89          | 27                          | 1911 | Ralph E. Powers                     |
| 11  | 107         | 33                          | 1914 | Powers                              |
| 12  | 127         | 39                          | 1876 | Édouard Lucas                       |
| 13  | 521         | 157                         | 1952 | Raphael M. Robinson                 |
| 14  | 607         | 183                         | 1952 | Robinson                            |
| 15  | 1279        | 386                         | 1952 | Robinson                            |
| 16  | 2203        | 664                         | 1952 | Robinson                            |
| 17  | 2281        | 687                         | 1952 | Robinson                            |
| 18  | 3217        | 969                         | 1957 | Hans Riesel                         |
| 19  | 4253        | 1281                        | 1961 | Alexander Hurwitz                   |
| 20  | 4423        | 1332                        | 1961 | Hurwitz                             |
| 21  | 9689        | 2917                        | 1963 | Donald B. Gillies                   |
| 22  | 9941        | 2993                        | 1963 | Gillies                             |
| 23  | 11.213      | 3376                        | 1963 | Gillies                             |
| 24  | 19.937      | 6002                        | 1971 | Bryant Tuckerman                    |
| 25  | 21.701      | 6533                        | 1978 | Landon Curt Noll, Laura Nickel      |
| 26  | 23.209      | 6987                        | 1979 | Noll                                |
| 27  | 44.497      | 13.395                      | 1979 | David Slowinski, Harry L. Nelson    |
| 28  | 86.243      | 25.962                      | 1982 | Slowinski                           |
| 29  | 110.503     | 33.265                      | 1988 | Walter Colquitt, Luther Welsh Jr.   |
| 30  | 132.049     | 39.751                      | 1983 | Slowinski                           |
| 31  | 216.091     | 65.050                      | 1985 | Slowinski                           |
| 32  | 756.839     | 227.832                     | 1992 | Slowinski, Paul Gage                |
| 33  | 859.433     | 258.716                     | 1994 | Slowinski, Paul Gage                |
| 34  | 1.257.787   | 378.632                     | 1996 | Slowinski, Paul Gage                |
| 35  | 1.398.269   | 420.921                     | 1996 | GIMPS / Joel Armengaud              |
| 36  | 2.976.221   | 895.932                     | 1997 | GIMPS / Gordon Spence               |
| 37  | 3.021.377   | 909.526                     | 1998 | GIMPS / Roland Clarkson             |
| 38  | 6.972.593   | 2.098.960                   | 1999 | GIMPS / Nayan Hajratwala            |
| 39  | 13.466.917  | 4.053.946                   | 2001 | GIMPS / Michael Cameron             |
| 40  | 20.996.011  | 6.320.430                   | 2003 | GIMPS / Michael Shafer              |
| 41  | 24.036.583  | 7.235.733                   | 2004 | GIMPS / Josh Findley                |
| 42  | 25.964.951  | 7.816.230                   | 2005 | GIMPS / Martin Nowak                |
| 43  | 30.402.457  | 9.152.052                   | 2005 | GIMPS / Curtis Cooper, Steven Boone |
| 44  | 32.582.657  | 9.808.358                   | 2006 | GIMPS / Curtis Cooper, Steven Boone |
| 45  | 37.156.667  | 11.185.272                  | 2008 | GIMPS / Hans-Michael Elvenich       |
| 46  | 42.643.801  | 12.837.064                  | 2009 | GIMPS / Odd M. Strindmo             |
| 47  | 43.112.609  | 12.978.189                  | 2008 | GIMPS / Edson Smith                 |
| 48  | 57.885.161  | 17.425.170                  | 2013 | GIMPS / Curtis Cooper               |
| 49  | 74.207.281  | 22.338.618                  | 2016 | GIMPS / Curtis Cooper               |
| 50? | 77.232.917  | 23.249.425                  | 2017 | GIMPS / Jonathan Pace               |
| 51? | 82.589.933  | 24.862.048                  | 2018 | GIMPS / Patrick Laroche             |
| 52? | 136.279.841 | 41.024.320                  | 2024 | GIMPS / Luke Durant                 |

Mit Stand 12. Juli 2025 ist nicht ausgeschlossen, dass es zwischen p = 74.207.281 und p = 136.279.841 noch weitere, bisher unentdeckte Mersenne-Primzahlen gibt; deshalb ist die Nummerierung ab Nr. 50 noch ungewiss (und mit einem „?“ versehen).

## Offene Fragen
Wie so oft in der Zahlentheorie gibt es auch zu Mersenne-Zahlen ungelöste Probleme, die sehr einfach zu formulieren sind:
- Gibt es unendlich viele Mersenne-Primzahlen? Man vermutet aufgrund plausibler Heuristiken, dass es etwa {\displaystyle c\cdot \ln(x)} viele Mersenne-Primzahlen {\displaystyle M_{p}} gibt mit {\displaystyle p<x} (für eine positive Konstante {\displaystyle c}). Sollte das zutreffen, so gäbe es tatsächlich unendlich viele Mersenne-Primzahlen.

- Genauer: Ist die Vermutung, die H. W. Lenstra und C. Pomerance unabhängig voneinander aufstellten, richtig, dass es asymptotisch {\displaystyle e^{\gamma }\log _{2}(\log _{2}(x))+O(1)} viele Mersenne-Primzahlen gibt, die kleiner oder gleich {\displaystyle x} sind?[22]
- Umgekehrt: Gibt es unendlich viele Mersenne-Zahlen {\displaystyle M_{p}} mit {\displaystyle p} prim, die keine Primzahlen sind? Auch hier vermutet man als Antwort ja. Dies würde zum Beispiel aus der Vermutung folgen, dass es unendlich viele Sophie-Germain-Primzahlen gibt, die kongruent 3 modulo 4 sind.
- Sind alle Mersenne-Zahlen {\displaystyle M_{p}} mit {\displaystyle p} prim quadratfrei, d. h., kommt in der Primfaktorzerlegung der Zahl jeder Primfaktor genau einmal vor? Man konnte bisher noch nicht einmal beweisen, dass dies für unendlich viele Mersenne-Zahlen gilt.
- Gilt die „neue Mersenne-Vermutung“? Die Folge von Mersenne-Primzahlen, die Mersenne angab, lässt vermuten, dass er meinte, dass eine Mersenne-Zahl {\displaystyle M_{p}} mit {\displaystyle p} prim genau dann prim ist, wenn {\displaystyle p=2^{k}\pm 1} oder {\displaystyle p=4^{k}\pm 3}. Da diese Aussage nicht gilt, stellten P. Bateman, J. Selfridge und S. Wagstaff die neue Mersenne-Vermutung auf.
Diese besagt, dass aus zwei der folgenden drei Aussagen bereits die dritte folgt:
  1. {\displaystyle n=2^{k}\pm 1} oder {\displaystyle n=4^{k}\pm 3},
  2. {\displaystyle 2^{n}-1} ist eine (Mersenne-)Primzahl,
  3. {\displaystyle (2^{n}+1)/3} ist eine Primzahl (man nennt sie Wagstaff-Primzahl).
- Sind alle Glieder der Folge {\displaystyle C(0)=2}, {\displaystyle C(k+1)=2^{C(k)}-1} Primzahlen? Die stärkere Vermutung, dass alle Zahlen {\displaystyle M_{M_{p}}} Primzahlen sind, für die {\displaystyle M_{p}} eine Primzahl ist, konnte 1957 durch Raphael Robinson widerlegt werden. (Z. B. ist {\displaystyle M_{M_{13}}=M_{8191}} nicht prim.) Diese letzteren Zahlen nennt man doppelte Mersenne-Zahlen (OEIS, A077585). Bisher sind doppelte Mersenne-Primzahlen nur für {\displaystyle p=2,3,5,7} bekannt (OEIS, A077586); für {\displaystyle p=13,17,19} und {\displaystyle 31} wurden kleine Faktoren gefunden.[23] Ob es weitere oder sogar unendlich viele doppelte Mersenne-Primzahlen gibt, bleibt unbekannt.

## Mersenne–Fermat-Primzahlen
Eine Mersenne–Fermat-Zahl hat die Form {\displaystyle MF(p,r)={\tfrac {2^{p^{r}}-1}{2^{p^{r-1}}-1}}}, wobei {\displaystyle p\in \mathbb {P} } eine Primzahl und {\displaystyle r\in \mathbb {N} } eine natürliche Zahl ist. Ist die Mersenne–Fermat-Zahl eine Primzahl, so nennt man sie Mersenne–Fermat-Primzahl.

### Beispiele
- Sei {\displaystyle r=1}.
Dann erhält man Mersenne–Fermat-Zahlen der Form {\displaystyle MF(p,1)={\frac {2^{p^{1}}-1}{2^{p^{1-1}}-1}}={\frac {2^{p}-1}{2^{p^{0}}-1}}={\frac {2^{p}-1}{2^{1}-1}}={\frac {2^{p}-1}{1}}=2^{p}-1}. Diese Zahlen sind die Mersenne-Zahlen {\displaystyle M_{p}}.
- Sei {\displaystyle p=2}.
Dann erhält man Mersenne–Fermat-Zahlen der Form {\displaystyle MF(2,r)={\frac {2^{2^{r}}-1}{2^{2^{r-1}}-1}}={\frac {(2^{2^{r-1}}-1)\cdot (2^{2^{r-1}}+1)}{2^{2^{r-1}}-1}}=2^{2^{r-1}}+1}. Diese Zahlen sind die Fermat-Zahlen {\displaystyle F_{r-1}}.
- Die einzigen momentan bekannten Mersenne–Fermat-Primzahlen mit {\displaystyle r>1} sind die folgenden acht:[24]
{\displaystyle {\begin{array}{lclclclcl}MF(2,2)&=&\displaystyle {\frac {2^{2^{2}}-1}{2^{2^{1}}-1}}&=&\displaystyle {\frac {2^{4}-1}{2^{2}-1}}&=&\displaystyle {\frac {15}{3}}&=&5\\MF(2,3)&=&\displaystyle {\frac {2^{2^{3}}-1}{2^{2^{2}}-1}}&=&\displaystyle {\frac {2^{8}-1}{2^{4}-1}}&=&\displaystyle {\frac {255}{15}}&=&17\\MF(2,4)&=&\displaystyle {\frac {2^{2^{4}}-1}{2^{2^{3}}-1}}&=&\displaystyle {\frac {2^{16}-1}{2^{8}-1}}&=&\displaystyle {\frac {65535}{255}}&=&257\\MF(2,5)&=&\displaystyle {\frac {2^{2^{5}}-1}{2^{2^{4}}-1}}&=&\displaystyle {\frac {2^{32}-1}{2^{16}-1}}&=&\displaystyle {\frac {4294967295}{65535}}&=&65537\\MF(3,2)&=&\displaystyle {\frac {2^{3^{2}}-1}{2^{3^{1}}-1}}&=&\displaystyle {\frac {2^{9}-1}{2^{3}-1}}&=&\displaystyle {\frac {511}{7}}&=&73\\MF(3,3)&=&\displaystyle {\frac {2^{3^{3}}-1}{2^{3^{2}}-1}}&=&\displaystyle {\frac {2^{27}-1}{2^{9}-1}}&=&\displaystyle {\frac {134217727}{511}}&=&262657\\MF(7,2)&=&\displaystyle {\frac {2^{7^{2}}-1}{2^{7^{1}}-1}}&=&\displaystyle {\frac {2^{49}-1}{2^{7}-1}}&=&\displaystyle {\frac {562949953421311}{127}}&=&4432676798593\\MF(59,2)&=&\displaystyle {\frac {2^{59^{2}}-1}{2^{59^{1}}-1}}&=&\displaystyle {\frac {2^{3481}-1}{2^{59}-1}}\end{array}}}
Die momentan größte bekannte Mersenne–Fermat-Primzahl {\displaystyle MF(59,2)={\frac {2^{3481}-1}{2^{59}-1}}} hat 1031 Stellen.

### Eigenschaften von Mersenne–Fermat-Primzahlen
- Es gelten folgende Eigenschaften:[24]
  - {\displaystyle MF(p,r)=\Phi _{p^{r}}(2)}, wobei {\displaystyle \Phi _{p^{r}}} das {\displaystyle p^{r}}-te Kreisteilungspolynom ist.
  - Je zwei verschiedene Mersenne–Fermat-Primzahlen sind paarweise zueinander prim. Das heißt
{\displaystyle ggT(MF(p,r),MF(p,s))=1} für {\displaystyle r\not =s}
{\displaystyle ggT(MF(p,r),MF(q,s))=1} für {\displaystyle p\not =q}

## Verallgemeinerung von Mersenne-Zahlen
Sei {\displaystyle f(x):=x^{n}+a_{n-1}x^{n-1}+\dotsb +a_{1}x+a_{0}} ein Polynom, bei dem der höchste Exponent {\displaystyle n} niedrig sein soll (der sogenannte Grad des Polynoms). Auch die ganzzahligen Koeffizienten {\displaystyle a_{0},a_{1},a_{2},\ldots ,a_{n-1}} sollen nicht allzu hoch sein. Dann ist {\displaystyle f(2^{m})} eine verallgemeinerte Mersenne-Zahl. Ist sie prim, so heißt sie verallgemeinerte Mersenne-Primzahl.
Mit anderen Worten: Eine verallgemeinerte Mersenne-Zahl hat die Form
{\displaystyle 2^{k}+a_{n-1}2^{k-1}+\dotsb +a_{1}2^{1}+a_{0}}.

### Beispiele
- Seien {\displaystyle f(x)=x-1} ein Polynom 1. Grades und {\displaystyle m=5}.
Dann ist {\displaystyle f(2^{m})=2^{m}-1} und somit gilt:
{\displaystyle f(2^{5})=2^{5}-1=32-1=31}
Diese Zahl {\displaystyle f(2^{5})=2^{5}-1=31} ist eine Primzahl und somit eine verallgemeinerte Mersenne-Primzahl. Mit diesem Polynom {\displaystyle f(x)=x-1} erhält man alle Mersenne-Primzahlen.
- Seien {\displaystyle f(x)=x+1} ein Polynom 1. Grades und {\displaystyle m=3}.
Dann ist {\displaystyle f(2^{m})=2^{m}+1} und somit gilt:
{\displaystyle f(2^{3})=2^{3}+1=8+1=9}
Diese Zahl {\displaystyle f(2^{3})=9=3\cdot 3} ist keine Primzahl und somit zwar eine verallgemeinerte Mersenne-Zahl, aber keine verallgemeinerte Mersenne-Primzahl. Mit diesem Polynom {\displaystyle f(x)=x+1} erhält man unter anderem alle Fermat-Zahlen.
- Seien {\displaystyle f(x)=x^{2}+5x+1} ein Polynom 2. Grades und {\displaystyle m=3}.
Dann ist {\displaystyle f(2^{m})=(2^{m})^{2}+5\cdot 2^{m}+1} und somit gilt:
{\displaystyle f(2^{3})=(2^{3})^{2}+5\cdot 2^{3}+1=2^{6}+5\cdot 2^{3}+1=64+40+1=105}
Diese Zahl {\displaystyle f(2^{3})=105} ist keine Primzahl und somit keine verallgemeinerte Mersenne-Primzahl, sondern nur eine verallgemeinerte Mersenne-Zahl.
- Seien {\displaystyle f(x)=x^{2}-x+1} ein Polynom 2. Grades und {\displaystyle m=32}.
Dann ist {\displaystyle f(2^{m})=(2^{m})^{2}-2^{m}+1} und somit gilt:
{\displaystyle f(2^{32})=(2^{32})^{2}-2^{32}+1=2^{64}-2^{32}+1=18446744069414584321}
Diese Zahl {\displaystyle f(2^{32})} ist eine Primzahl und somit eine verallgemeinerte Mersenne-Primzahl.
- Seien {\displaystyle f(x)=x^{3}-x-1} ein Polynom 3. Grades und {\displaystyle m=64}.
Dann ist {\displaystyle f(2^{m})=(2^{m})^{3}-2^{m}-1} und somit gilt:[26]
{\displaystyle f(2^{64})=(2^{64})^{3}-2^{64}-1=2^{192}-2^{64}-1=6277101735386680763835789423207666416083908700390324961279}
Diese Zahl {\displaystyle f(2^{64})} ist ebenfalls eine Primzahl und somit eine verallgemeinerte Mersenne-Primzahl.

## Eine weitere Verallgemeinerung von Mersenne-Zahlen
Mersenne-Zahlen haben die Form {\displaystyle M_{n}=2^{n}-1}. Man kann sie verallgemeinern, indem man Zahlen der Form {\displaystyle b^{n}-1} mit ganzzahligen {\displaystyle b\in \mathbb {Z} } betrachtet. Allerdings sind Zahlen der Form {\displaystyle b^{n}-1} immer durch {\displaystyle b-1} teilbar (siehe Faktorisierungen von Potenzsummen) und somit erhält man nie Primzahlen der Form {\displaystyle b^{n}-1} mit {\displaystyle b\not =2} und {\displaystyle n>1}.
Wenn man aber die Zahl {\displaystyle b^{n}-1} durch {\displaystyle b-1} dividiert, so erhält man die Zahl {\displaystyle {\frac {b^{n}-1}{b-1}}}. Diese Zahl kann sowohl prim als auch nicht prim sein. Interessant ist der Fall, wann {\displaystyle {\frac {b^{n}-1}{b-1}}} prim ist.

### Beispiele
- Sei {\displaystyle b=10}. Dann ist {\displaystyle {\frac {b^{n}-1}{b-1}}={\frac {10^{n}-1}{10-1}}={\frac {10^{n}-1}{9}}} prim für folgende {\displaystyle n}:
2, 19, 23, 317, 1031, 49081, 86453, 109297, 270343, … (Folge A004023 in OEIS)

Damit erhält man die folgenden Primzahlen:
11, 1111111111111111111, 11111111111111111111111, … (Folge A004022 in OEIS)
Diese Zahlen nennt man Repunits.
- Sei {\displaystyle b=-12}. Dann ist {\displaystyle {\frac {b^{n}-1}{b-1}}={\frac {(-12)^{n}-1}{-12-1}}={\frac {(-12)^{n}-1}{-13}}} prim für folgende {\displaystyle n}:
(2), 5, 11, 109, 193, 1483, 11353, 21419, 21911, 24071, 106859, 139739, 495953, … (Folge A057178 in OEIS)

Damit erhält man die folgenden Primzahlen, wobei man den ersten Wert dazuzählen kann oder auch nicht:
(−11), 19141, 57154490053, …
Die drei Zahlen, die man aus {\displaystyle n\in \{106859,139739,495953\}} erhält, sind momentan noch nicht eindeutig als Primzahlen interpretiert worden. Sie sind sogenannte PRP-Zahlen (probable prime).
- Die kleinsten {\displaystyle n}, sodass {\displaystyle {\frac {b^{n}-1}{b-1}}} eine Primzahl ist, sind die folgenden (mit aufsteigendem {\displaystyle b=2,3,4,\ldots }; es wird {\displaystyle 0} angegeben, falls es kein {\displaystyle n} gibt):
2, 3, 2, 3, 2, 5, 3, 0, 2, 17, 2, 5, 3, 3, 2, 3, 2, 19, 3, 3, 2, 5, 3, 0, 7, 3, 2, 5, 2, 7, 0, 3, 13, 313, 2, 13, 3, 349, 2, 3, 2, 5, 5, 19, 2, 127, 19, 0, 3, 4229, 2, 11, 3, 17, 7, 3, 2, 3, 2, 7, 3, 5, 0, 19, 2, 19, 5, 3, 2, 3, 2, … (Folge A084740 in OEIS)

Beispiel:
In der obigen Liste steht an der 12. Stelle der Wert 5. Weil man mit 2 zu zählen beginnen muss, ist es der zu {\displaystyle b=13} gehörende Wert. Somit ist {\displaystyle {\frac {b^{n}-1}{b-1}}={\frac {13^{5}-1}{13-1}}={\frac {371293-1}{12}}=30941} die kleinste Primzahl, die man mit {\displaystyle {\frac {13^{n}-1}{12}}} erhalten kann.
- Die kleinsten {\displaystyle n}, sodass {\displaystyle {\frac {b^{n}-1}{b-1}}} eine Primzahl ist, sind die folgenden (mit absteigendem {\displaystyle b=-2,-3,-4,\ldots }; es wird {\displaystyle 0} angegeben, falls es kein {\displaystyle n} gibt):
3, 2, 2, 5, 2, 3, 2, 3, 5, 5, 2, 3, 2, 3, 3, 7, 2, 17, 2, 3, 3, 11, 2, 3, 11, 0, 3, 7, 2, 109, 2, 5, 3, 11, 31, 5, 2, 3, 53, 17, 2, 5, 2, 103, 7, 5, 2, 7, 1153, 3, 7, 21943, 2, 3, 37, 53, 3, 17, 2, 7, 2, 3, 0, 19, 7, 3, 2, 11, 3, 5, 2, …

In der OEIS-Liste ist der Wert {\displaystyle n=2} nicht erlaubt, weil man damit nur negative Primzahlen erhält. Deswegen unterscheidet sich diese obige Liste von der OEIS-Liste. Die exakte OEIS-Liste lautet wie folgt:
3, 3, 3, 5, 3, 3, 0, 3, 5, 5, 5, 3, 7, 3, 3, 7, 3, 17, 5, 3, 3, 11, 7, 3, 11, 0, 3, 7, 139, 109, 0, 5, 3, 11, 31, 5, 5, 3, 53, 17, 3, 5, 7, 103, 7, 5, 5, 7, 1153, 3, 7, 21943, 7, 3, 37, 53, 3, 17, 3, 7, 11, 3, 0, 19, 7, 3, 757, 11, 3, 5, 3, … (Folge A084742 in OEIS)
Beispiele:
- In der obigen ersten Liste steht an der 12. Stelle der Wert 3. Weil man mit −2 zu zählen beginnen muss, ist es der zu {\displaystyle b=-13} gehörende Wert. Somit ist {\displaystyle {\frac {b^{n}-1}{b-1}}={\frac {(-13)^{3}-1}{-13-1}}={\frac {-2197-1}{-14}}=157} die kleinste Primzahl, die man mit {\displaystyle {\frac {(-13)^{n}-1}{-14}}} erhalten kann.
- In der obigen ersten Liste steht an der 5. Stelle der Wert 2. Weil man mit −2 zu zählen beginnen muss, ist es der zu {\displaystyle b=-6} gehörende Wert. Somit ist {\displaystyle {\frac {b^{n}-1}{b-1}}={\frac {(-6)^{2}-1}{-6-1}}={\frac {36-1}{-7}}=-5} die kleinste Primzahl, die man mit {\displaystyle {\frac {(-6)^{n}-1}{-7}}} erhalten kann. Da dieser Wert negativ ist, steht bei der OEIS-Liste an der 5. Stelle (der zu {\displaystyle b=-6} gehörende Wert) der Wert 3. Dann erhält man {\displaystyle {\frac {b^{n}-1}{b-1}}={\frac {(-6)^{3}-1}{-6-1}}={\frac {-216-1}{-7}}=31} die kleinste positive Primzahl, die man mit {\displaystyle {\frac {(-6)^{n}-1}{-7}}} erhalten kann.
- In der obigen ersten Liste steht an der 31. Stelle der Wert 2. Weil man mit −2 zu zählen beginnen muss, ist es der zu {\displaystyle b=-32} gehörende Wert. Somit ist {\displaystyle {\frac {b^{n}-1}{b-1}}={\frac {(-32)^{2}-1}{-32-1}}={\frac {1024-1}{-33}}=-31} die kleinste Primzahl, die man mit {\displaystyle {\frac {(-32)^{n}-1}{-33}}} erhalten kann. Da dieser Wert negativ ist, steht bei der OEIS-Liste an der 31. Stelle (der zu {\displaystyle b=-32} gehörende Wert) der Wert 0. Dies bedeutet, dass man mit {\displaystyle {\frac {b^{n}-1}{b-1}}={\frac {(-32)^{n}-1}{-33}}} keine positive Primzahl erhalten kann.

- Sei {\displaystyle \operatorname {Prim} (n)} die {\displaystyle n}-te Primzahl. Die kleinsten {\displaystyle b}, sodass {\displaystyle {\frac {b^{\operatorname {Prim} (n)}-1}{b-1}}} eine Primzahl ist, sind die folgenden (mit aufsteigendem {\displaystyle n=1,2,3,\ldots }):
2, 2, 2, 2, 5, 2, 2, 2, 10, 6, 2, 61, 14, 15, 5, 24, 19, 2, 46, 3, 11, 22, 41, 2, 12, 22, 3, 2, 12, 86, 2, 7, 13, 11, 5, 29, 56, 30, 44, 60, 304, 5, 74, 118, 33, 156, 46, 183, 72, 606, 602, 223, 115, 37, 52, 104, 41, 6, 338, 217, … (Folge A066180 in OEIS)

Beispiel:
In der obigen Liste steht an der 5. Stelle der Wert {\displaystyle b=5}. Die 5. Primzahl ist {\displaystyle p=11}. Somit ist {\displaystyle {\frac {b^{\operatorname {Prim} (n)}-1}{b-1}}={\frac {5^{11}-1}{5-1}}={\frac {48828125-1}{4}}=12207031} die kleinste Primzahl, die man mit {\displaystyle {\frac {b^{11}-1}{b-1}}} erhalten kann.
- Sei {\displaystyle \operatorname {Prim} (n)} die n-te Primzahl. Die betragsmäßig kleinsten negativen {\displaystyle b}, sodass {\displaystyle {\frac {b^{\operatorname {Prim} (n)}-1}{b-1}}} eine Primzahl ist, sind die folgenden (mit aufsteigendem {\displaystyle n=1,2,3,\ldots }):
3, 2, 2, 2, 2, 2, 2, 2, 2, 7, 2, 16, 61, 2, 6, 10, 6, 2, 5, 46, 18, 2, 49, 16, 70, 2, 5, 6, 12, 92, 2, 48, 89, 30, 16, 147, 19, 19, 2, 16, 11, 289, 2, 12, 52, 2, 66, 9, 22, 5, 489, 69, 137, 16, 36, 96, 76, 117, 26, 3, … (Folge A103795 in OEIS)

Beispiel:
In der obigen Liste steht an der 5. Stelle der Wert {\displaystyle b=2}. Die 5. Primzahl ist {\displaystyle p=11}. Somit ist {\displaystyle {\frac {b^{\operatorname {Prim} (n)}-1}{b-1}}={\frac {(-2)^{11}-1}{-2-1}}={\frac {-2048-1}{-3}}=683} die kleinste Primzahl, die man mit {\displaystyle {\frac {b^{11}-1}{b-1}}}, {\displaystyle b\in \mathbb {Z} ^{-}} erhalten kann.

### Vermutung
Es wird vermutet, dass für jedes {\displaystyle b}, welches keine Potenz einer natürlichen Zahl ist, unendlich viele {\displaystyle n} existieren, sodass {\displaystyle {\tfrac {b^{n}-1}{b-1}}} eine Primzahl ist.
(Ist {\displaystyle b} eine Potenz einer natürlichen Zahl, so kann gezeigt werden, dass es höchstens ein {\displaystyle n} gibt, sodass {\displaystyle {\tfrac {b^{n}-1}{b-1}}} eine Primzahl ist.)

## Noch eine Verallgemeinerung von Mersenne-Zahlen
Man kann Mersenne-Zahlen auch insofern verallgemeinern, als dass man Zahlen der Form {\displaystyle {\tfrac {a^{n}-b^{n}}{a-b}}} betrachtet, wobei {\displaystyle a,b} teilerfremd, {\displaystyle a>1} und {\displaystyle -a<b<a} sein muss. Die Division durch die Zahl {\displaystyle a-b} ist notwendig, weil diese Zahl immer Teiler von {\displaystyle a^{n}-b^{n}} ist und man nur nach dieser Division Primzahlen erhalten kann.
Verallgemeinerte Mersenne-Zahlen der Form {\displaystyle {\tfrac {a^{n}-b^{n}}{a-b}}} sind gleichzeitig die Zahlen der allgemeinen Lucas-Folge {\displaystyle U_{n}(a+b,ab)}, wobei {\displaystyle a} und {\displaystyle b} die Nullstellen der quadratischen Gleichung {\displaystyle x^{2}-(a-b)x+ab=0} sind (siehe explizite Formeln).

### Eigenschaften
- Sei {\displaystyle {\frac {a^{n}-b^{n}}{a-b}}} eine Primzahl. Dann gilt:
  - {\displaystyle n} ist eine Primzahl oder {\displaystyle n=4}
  - {\displaystyle n=4} genau dann, wenn {\displaystyle a+b=1} und  {\displaystyle a^{2}+b^{2}} ist eine Primzahl

Beweis der zweiten Behauptung:
Sei {\displaystyle {\frac {a^{4}-b^{4}}{a-b}}} eine Primzahl (sei also {\displaystyle n=4}). Weil {\displaystyle {\frac {a^{4}-b^{4}}{a-b}}=a^{3}+a^{2}b+ab^{2}+b^{3}=(a+b)\cdot (a^{2}+b^{2})} eine Primzahl ist, muss einer der beiden Faktoren {\displaystyle 1} sein, somit ist {\displaystyle (a,b)=(k+1,-k)} und {\displaystyle a^{2}+b^{2}=(k+1)^{2}+k^{2}} muss eine Primzahl sein. Die kleinsten {\displaystyle k} dieser Form lauten:
1, 2, 4, 5, 7, 9, 12, 14, 17, 19, 22, 24, 25, 29, 30, 32, 34, 35, 39, 42, 47, 50, 60, 65, 69, 70, 72, 79, 82, 84, 85, 87, 90, 97, 99, 100, … (Folge A027861 in OEIS)
{\displaystyle \Box }

### Beispiele
Die folgende Tabelle gibt die kleinsten {\displaystyle n} an, für welche {\displaystyle {\tfrac {a^{n}-b^{n}}{a-b}}} bei gegebenem {\displaystyle a} und {\displaystyle b} prim ist.
Bei besonders großen Zahlen ist es noch nicht gesichert, ob es sich um wirkliche Primzahlen handelt oder ob es nur sehr wahrscheinliche Primzahlen, so genannte PRP-Zahlen (probably primes) sind. Diese Zahlen werden in Klammern gesetzt.
| {\displaystyle a} | {\displaystyle b} | {\displaystyle {\frac {a^{n}-b^{n}}{a-b}}} | {\displaystyle n}, für die {\displaystyle {\frac {a^{n}-b^{n}}{a-b}}} prim ist | OEIS-Folge              |
| ----------------- | ----------------- | ------------------------------------------ | --- | ----------------------- |
| 2                 | 1                 | {\displaystyle 2^{n}-1}                    | 2, 3, 5, 7, 13, 17, 19, 31, 61, 89, 107, 127, 521, 607, 1279, 2203, 2281, 3217, 4253, 4423, 9689, 9941, 11213, 19937, 21701, 23209, 44497, 86243, 110503, 132049, 216091, 756839, 859433, 1257787, 1398269, 2976221, 3021377, 6972593, 13466917, 20996011, 24036583, 25964951, 30402457, 32582657, 37156667, 42643801, 43112609, …, 57885161, …, 74207281, …, 77232917, …, 82589933, … (alle n, mit denen man die Mersenne-Primzahlen berechnen kann) | (Folge A000043 in OEIS) |
| 3                 | 1                 | {\displaystyle {\frac {3^{n}-1}{2}}}       | 3, 7, 13, 71, 103, 541, 1091, 1367, 1627, 4177, 9011, 9551, 36913, 43063, 49681, 57917, (483611), (877843), (2215303), … | (Folge A028491 in OEIS) |
| 3                 | 2                 | {\displaystyle 3^{n}-2^{n}}                | 2, 3, 5, 17, 29, 31, 53, 59, 101, 277, 647, 1061, 2381, 2833, 3613, 3853, 3929, 5297, 7417, 90217, 122219, 173191, 256199, (336353), (485977), (591827), (1059503), … | (Folge A057468 in OEIS) |
| 4                 | 1                 | {\displaystyle {\frac {4^{n}-1}{3}}}       | 2 (es gibt keine weiteren Lösungen) |                         |
| 4                 | 3                 | {\displaystyle 4^{n}-3^{n}}                | 2, 3, 7, 17, 59, 283, 311, 383, 499, 521, 541, 599, 1193, 1993, 2671, 7547, 24019, 46301, 48121, 68597, 91283, 131497, 148663, 184463, 341233, … | (Folge A059801 in OEIS) |
| 5                 | 1                 | {\displaystyle {\frac {5^{n}-1}{4}}}       | 3, 7, 11, 13, 47, 127, 149, 181, 619, 929, 3407, 10949, 13241, 13873, 16519, (201359), (396413), (1888279), … | (Folge A004061 in OEIS) |
| 5                 | 2                 | {\displaystyle {\frac {5^{n}-2^{n}}{3}}}   | 2, 5, 7, 13, 19, 37, 59, 67, 79, 307, 331, 599, 1301, 12263, 12589, 18443, 20149, 27983, … | (Folge A082182 in OEIS) |
| 5                 | 3                 | {\displaystyle {\frac {5^{n}-3^{n}}{2}}}   | 13, 19, 23, 31, 47, 127, 223, 281, 2083, 5281, 7411, 7433, 19051, 27239, 35863, 70327, … | (Folge A121877 in OEIS) |
| 5                 | 4                 | {\displaystyle 5^{n}-4^{n}}                | 3, 43, 59, 191, 223, 349, 563, 709, 743, 1663, 5471, 17707, 19609, 35449, 36697, 45259, 91493, (246497), (265007), (289937), … | (Folge A059802 in OEIS) |
| 6                 | 1                 | {\displaystyle {\frac {6^{n}-1}{5}}}       | 2, 3, 7, 29, 71, 127, 271, 509, 1049, 6389, 6883, 10613, 19889, (79987), (608099), (1365019), … | (Folge A004062 in OEIS) |
| 6                 | 5                 | {\displaystyle 6^{n}-5^{n}}                | 2, 5, 11, 13, 23, 61, 83, 421, 1039, 1511, (31237), (60413), (113177), (135647), (258413), … | (Folge A062572 in OEIS) |
| 7                 | 1                 | {\displaystyle {\frac {7^{n}-1}{6}}}       | 5, 13, 131, 149, 1699, 14221, (35201), (126037), (371669), (1264699), … | (Folge A004063 in OEIS) |
| 7                 | 2                 | {\displaystyle {\frac {7^{n}-2^{n}}{5}}}   | 3, 7, 19, 79, 431, 1373, 1801, 2897, 46997, … | (Folge A215487 in OEIS) |
| 7                 | 3                 | {\displaystyle {\frac {7^{n}-3^{n}}{4}}}   | 3, 7, 19, 109, 131, 607, 863, 2917, 5923, 12421, … | (Folge A128024 in OEIS) |
| 7                 | 4                 | {\displaystyle {\frac {7^{n}-4^{n}}{3}}}   | 2, 5, 11, 61, 619, 2879, 2957, 24371, 69247, … | (Folge A213073 in OEIS) |
| 7                 | 5                 | {\displaystyle {\frac {7^{n}-5^{n}}{2}}}   | 3, 5, 7, 113, 397, 577, 7573, 14561, 58543, … | (Folge A128344 in OEIS) |
| 7                 | 6                 | {\displaystyle 7^{n}-6^{n}}                | 2, 3, 7, 29, 41, 67, 1327, 1399, 2027, (69371), (86689), (355039), … | (Folge A062573 in OEIS) |
| 8                 | 1                 | {\displaystyle {\frac {8^{n}-1}{7}}}       | 3 (es gibt keine weiteren Lösungen) |                         |
| 8                 | 3                 | {\displaystyle {\frac {8^{n}-3^{n}}{5}}}   | 2, 3, 7, 19, 31, 67, 89, 9227, 43891, … | (Folge A128025 in OEIS) |
| 8                 | 5                 | {\displaystyle {\frac {8^{n}-5^{n}}{3}}}   | 2, 19, 1021, 5077, 34031, 46099, 65707, … | (Folge A128345 in OEIS) |
| 8                 | 7                 | {\displaystyle 8^{n}-7^{n}}                | 7, 11, 17, 29, 31, 79, 113, 131, 139, 4357, 44029, 76213, 83663, 173687, 336419, (615997), … | (Folge A062574 in OEIS) |
| 9                 | 1                 | {\displaystyle {\frac {9^{n}-1}{8}}}       | (es gibt keine Lösungen) |                         |
| 9                 | 2                 | {\displaystyle {\frac {9^{n}-2^{n}}{7}}}   | 2, 3, 5, 13, 29, 37, 1021, 1399, 2137, 4493, 5521, … | (Folge A173718 in OEIS) |
| 9                 | 4                 | {\displaystyle {\frac {9^{n}-4^{n}}{5}}}   | 2 (es gibt keine weiteren Lösungen) |                         |
| 9                 | 5                 | {\displaystyle {\frac {9^{n}-5^{n}}{4}}}   | 3, 11, 17, 173, 839, 971, 40867, 45821, … | (Folge A128346 in OEIS) |
| 9                 | 7                 | {\displaystyle {\frac {9^{n}-7^{n}}{2}}}   | 3, 5, 7, 4703, 30113, … | (Folge A273010 in OEIS) |
| 9                 | 8                 | {\displaystyle 9^{n}-8^{n}}                | 2, 7, 29, 31, 67, 149, 401, 2531, 19913, 30773, 53857, 170099, … | (Folge A059803 in OEIS) |
| 10                | 1                 | {\displaystyle {\frac {10^{n}-1}{9}}}      | 2, 19, 23, 317, 1031, 49081, 86453, 109297, (270343), … | (Folge A004023 in OEIS) |
| 10                | 3                 | {\displaystyle {\frac {10^{n}-3^{n}}{7}}}  | 2, 3, 5, 37, 599, 38393, 51431, … | (Folge A128026 in OEIS) |
| 10                | 7                 | {\displaystyle {\frac {10^{n}-7^{n}}{3}}}  | 2, 31, 103, 617, 10253, 10691, … | (Folge A273403 in OEIS) |
| 10                | 9                 | {\displaystyle 10^{n}-9^{n}}               | 2, 3, 7, 11, 19, 29, 401, 709, 2531, 15787, 66949, 282493, … | (Folge A062576 in OEIS) |
| 11                | 1                 | {\displaystyle {\frac {11^{n}-1}{10}}}     | 17, 19, 73, 139, 907, 1907, 2029, 4801, 5153, 10867, 20161, (293831), … | (Folge A005808 in OEIS) |
| 11                | 2                 | {\displaystyle {\frac {11^{n}-2^{n}}{9}}}  | 2, 5, 11, 13, 331, 599, 18839, 23747, 24371, 29339, 32141, 67421, … | (Folge A210506 in OEIS) |
| 11                | 3                 | {\displaystyle {\frac {11^{n}-3^{n}}{8}}}  | 3, 5, 19, 31, 367, 389, 431, 2179, 10667, 13103, 90397, … | (Folge A128027 in OEIS) |
| 11                | 4                 | {\displaystyle {\frac {11^{n}-4^{n}}{7}}}  | 3, 5, 11, 17, 71, 89, 827, 22307, 45893, 63521, … | (Folge A216181 in OEIS) |
| 11                | 5                 | {\displaystyle {\frac {11^{n}-5^{n}}{6}}}  | 5, 41, 149, 229, 263, 739, 3457, 20269, 98221, … | (Folge A128347 in OEIS) |
| 11                | 6                 | {\displaystyle {\frac {11^{n}-6^{n}}{5}}}  | 2, 3, 11, 163, 191, 269, 1381, 1493, … | (Folge A273598 in OEIS) |
| 11                | 7                 | {\displaystyle {\frac {11^{n}-7^{n}}{4}}}  | 5, 19, 67, 107, 593, 757, 1801, 2243, 2383, 6043, 10181, 11383, 15629, … | (Folge A273599 in OEIS) |
| 11                | 8                 | {\displaystyle {\frac {11^{n}-8^{n}}{3}}}  | 2, 7, 11, 17, 37, 521, 877, 2423, … | (Folge A273600 in OEIS) |
| 11                | 9                 | {\displaystyle {\frac {11^{n}-9^{n}}{2}}}  | 5, 31, 271, 929, 2789, 4153, … | (Folge A273601 in OEIS) |
| 11                | 10                | {\displaystyle 11^{n}-10^{n}}              | 3, 5, 19, 311, 317, 1129, 4253, 7699, (18199), (35153), (206081), … | (Folge A062577 in OEIS) |
| 12                | 1                 | {\displaystyle {\frac {12^{n}-1}{11}}}     | 2, 3, 5, 19, 97, 109, 317, 353, 701, 9739, 14951, 37573, (46889), (769543), … | (Folge A004064 in OEIS) |
| 12                | 5                 | {\displaystyle {\frac {12^{n}-5^{n}}{7}}}  | 2, 3, 31, 41, 53, 101, 421, 1259, 4721, 45259, … | (Folge A128348 in OEIS) |
| 12                | 7                 | {\displaystyle {\frac {12^{n}-7^{n}}{5}}}  | 2, 3, 7, 13, 47, 89, 139, 523, 1051, … | (Folge A273814 in OEIS) |
| 12                | 11                | {\displaystyle 12^{n}-11^{n}}              | 2, 3, 7, 89, 101, 293, 4463, 70067, … | (Folge A062578 in OEIS) |

In der folgenden Liste ist {\displaystyle b<0}. In diesem Fall geben die OEIS-Folgen nur ungerade {\displaystyle n} an, sodass immer {\displaystyle {\frac {a^{n}-b^{n}}{a-b}}={\frac {a^{n}+|b|^{n}}{a+|b|}}} ist. Es werden in dieser Liste aber auch gerade {\displaystyle n} angegeben, sodass {\displaystyle {\frac {a^{n}-b^{n}}{a-b}}\not ={\frac {a^{n}+|b|^{n}}{a+|b|}}} ist. Diese geraden {\displaystyle n} werden mit einem Stern markiert.
| {\displaystyle a} | {\displaystyle b} | {\displaystyle {\frac {a^{n}+\|b\|^{n}}{a+\|b\|}}} | ungerade {\displaystyle n}, für die {\displaystyle {\frac {a^{n}+\|b\|^{n}}{a+\|b\|}}} prim ist, bzw. gerade {\displaystyle n}, für die {\displaystyle {\frac {a^{n}-\|b\|^{n}}{a-\|b\|}}} prim ist | OEIS-Folge              |
| ----------------- | ----------------- | -------------------------------------------------- | --- | ----------------------- |
| 2                 | -1                | {\displaystyle {\frac {2^{n}+1}{3}}}               | 3, 4*, 5, 7, 11, 13, 17, 19, 23, 31, 43, 61, 79, 101, 127, 167, 191, 199, 313, 347, 701, 1709, 2617, 3539, 5807, 10501, 10691, 11279, 12391, 14479, 42737, 83339, 95369, 117239, 127031, 138937, 141079, 267017, 269987, 374321, 986191, 4031399, …, 13347311, 13372531, … (alle n, mit denen man die Wagstaff-Primzahlen berechnen kann) | (Folge A000978 in OEIS) |
| 3                 | -1                | {\displaystyle {\frac {3^{n}+1}{4}}}               | 2*, 3, 5, 7, 13, 23, 43, 281, 359, 487, 577, 1579, 1663, 1741, 3191, 9209, 11257, 12743, 13093, 17027, 26633, 104243, (134227), (152287), (700897), (1205459), (1896463), (2533963), … | (Folge A007658 in OEIS) |
| 3                 | -2                | {\displaystyle {\frac {3^{n}+2^{n}}{5}}}           | 3, 4*, 7, 11, 83, 149, 223, 599, 647, 1373, 8423, (149497), (388897), … | (Folge A057469 in OEIS) |
| 4                 | -1                | {\displaystyle {\frac {4^{n}+1}{5}}}               | 2*, 3 (es gibt keine weiteren Lösungen, weil {\displaystyle 4^{n}+1=(2^{n}-2^{\frac {n+1}{2}}+1)\cdot (2^{n}+2^{\frac {n+1}{2}}+1)}) |                         |
| 4                 | -3                | {\displaystyle {\frac {4^{n}+3^{n}}{7}}}           | 3, 5, 19, 37, 173, 211, 227, 619, 977, 1237, 2437, 5741, (13463), (23929), (81223), (121271), … | (Folge A128066 in OEIS) |
| 5                 | -1                | {\displaystyle {\frac {5^{n}+1}{6}}}               | 5, 67, 101, 103, 229, 347, 4013, 23297, 30133, (177337), (193939), (266863), (277183), (335429), (1856147), … | (Folge A057171 in OEIS) |
| 5                 | -2                | {\displaystyle {\frac {5^{n}+2^{n}}{7}}}           | 2*, 3, 17, 19, 47, 101, 1709, 2539, 5591, 6037, 8011, 19373, 26489, 27427, … | (Folge A082387 in OEIS) |
| 5                 | -3                | {\displaystyle {\frac {5^{n}+3^{n}}{8}}}           | 2*, 3, 5, 7, 17, 19, 109, 509, 661, 709, 1231, 12889, 13043, 26723, 43963, 44789, … | (Folge A122853 in OEIS) |
| 5                 | -4                | {\displaystyle {\frac {5^{n}+4^{n}}{9}}}           | 4*, 5, 7, 19, 29, 61, 137, 883, 1381, 1823, 5227, 25561, 29537, (300893), … | (Folge A128335 in OEIS) |
| 6                 | -1                | {\displaystyle {\frac {6^{n}+1}{7}}}               | 2*, 3, 11, 31, 43, 47, 59, 107, 811, 2819, 4817, 9601, 33581, 38447, 41341, 131891, 196337, 1313371, … | (Folge A057172 in OEIS) |
| 6                 | -5                | {\displaystyle {\frac {6^{n}+5^{n}}{11}}}          | 3, 4*, 5, 17, 397, 409, 643, 1783, 2617, 4583, (8783), … | (Folge A128336 in OEIS) |
| 7                 | -1                | {\displaystyle {\frac {7^{n}+1}{8}}}               | 3, 17, 23, 29, 47, 61, 1619, 18251, (106187), (201653), (1178033), … | (Folge A057173 in OEIS) |
| 7                 | -2                | {\displaystyle {\frac {7^{n}+2^{n}}{9}}}           | 2*, 5, 23, 73, 101, 401, 419, 457, 811, 1163, 1511, 8011, … | (Folge A125955 in OEIS) |
| 7                 | -3                | {\displaystyle {\frac {7^{n}+3^{n}}{10}}}          | 3, 13, 31, 313, 3709, 7933, 14797, 30689, 38333, … | (Folge A128067 in OEIS) |
| 7                 | -4                | {\displaystyle {\frac {7^{n}+4^{n}}{11}}}          | 2*, 3, 5, 19, 41, 47, 8231, 33931, 43781, 50833, 53719, 67211, … | (Folge A218373 in OEIS) |
| 7                 | -5                | {\displaystyle {\frac {7^{n}+5^{n}}{12}}}          | 2*, 11, 31, 173, 271, 547, 1823, 2111, 5519, 7793, 22963, 41077, 49739, … | (Folge A128337 in OEIS) |
| 7                 | -6                | {\displaystyle {\frac {7^{n}+6^{n}}{13}}}          | 3, 53, 83, 487, 743, … | (Folge A187805 in OEIS) |
| 8                 | -1                | {\displaystyle {\frac {8^{n}+1}{9}}}               | 2* (es gibt keine weiteren Lösungen) |                         |
| 8                 | -3                | {\displaystyle {\frac {8^{n}+3^{n}}{11}}}          | 2*, 5, 163, 191, 229, 271, 733, 21059, 25237, … | (Folge A128068 in OEIS) |
| 8                 | -5                | {\displaystyle {\frac {8^{n}+5^{n}}{13}}}          | 2*, 7, 19, 167, 173, 223, 281, 21647, … | (Folge A128338 in OEIS) |
| 8                 | -7                | {\displaystyle {\frac {8^{n}+7^{n}}{15}}}          | 4*, 7, 13, 31, 43, 269, 353, 383, 619, 829, 877, 4957, 5711, 8317, 21739, 24029, 38299, … | (Folge A181141 in OEIS) |
| 9                 | -1                | {\displaystyle {\frac {9^{n}+1}{10}}}              | 3, 59, 223, 547, 773, 1009, 1823, 3803, (49223), (193247), (703393), … | (Folge A057175 in OEIS) |
| 9                 | -2                | {\displaystyle {\frac {9^{n}+2^{n}}{11}}}          | 2*, 3, 7, 127, 283, 883, 1523, 4001, … | (Folge A125956 in OEIS) |
| 9                 | -4                | {\displaystyle {\frac {9^{n}+4^{n}}{13}}}          | 2*, 3, 5, 7, 11, 17, 19, 41, 53, 109, 167, 2207, 3623, 5059, 5471, 7949, 21211, 32993, 60251, … | (Folge A211409 in OEIS) |
| 9                 | -5                | {\displaystyle {\frac {9^{n}+5^{n}}{14}}}          | 3, 5, 13, 17, 43, 127, 229, 277, 6043, 11131, 11821, … | (Folge A128339 in OEIS) |
| 9                 | -7                | {\displaystyle {\frac {9^{n}+7^{n}}{16}}}          | 2*, 3, 107, 197, 2843, 3571, 4451, …, 31517, … | (Folge A301369 in OEIS) |
| 9                 | -8                | {\displaystyle {\frac {9^{n}+8^{n}}{17}}}          | 3, 7, 13, 19, 307, 619, 2089, 7297, 75571, 76103, 98897, … | (Folge A187819 in OEIS) |
| 10                | -1                | {\displaystyle {\frac {10^{n}+1}{11}}}             | 5, 7, 19, 31, 53, 67, 293, 641, 2137, 3011, (268207), (1600787), … | (Folge A001562 in OEIS) |
| 10                | -3                | {\displaystyle {\frac {10^{n}+3^{n}}{13}}}         | 2*, 3, 19, 31, 101, 139, 167, 1097, 43151, 60703, 90499, … | (Folge A128069 in OEIS) |
| 10                | -7                | {\displaystyle {\frac {10^{n}+7^{n}}{17}}}         | 2*, 3, 5, 11, 19, 1259, 1399, 2539, 2843, 5857, 10589, … | (Folge A328660 in OEIS) |
| 10                | -9                | {\displaystyle {\frac {10^{n}+9^{n}}{19}}}         | 4*, 7, 67, 73, 1091, 1483, 10937, … | (Folge A217095 in OEIS) |
| 11                | -1                | {\displaystyle {\frac {11^{n}+1}{12}}}             | 5, 7, 179, 229, 439, 557, 6113, (223999), (327001), … | (Folge A057177 in OEIS) |
| 11                | -2                | {\displaystyle {\frac {11^{n}+2^{n}}{13}}}         | 3, 5, 17, 67, 83, 101, 1373, 6101, 12119, 61781, … | (Folge A125957 in OEIS) |
| 11                | -3                | {\displaystyle {\frac {11^{n}+3^{n}}{14}}}         | 3, 103, 271, 523, 23087, 69833, … | (Folge A128070 in OEIS) |
| 11                | -4                | {\displaystyle {\frac {11^{n}+4^{n}}{15}}}         | 2*, 7, 53, 67, 71, 443, 26497, … | (Folge A224501 in OEIS) |
| 11                | -5                | {\displaystyle {\frac {11^{n}+5^{n}}{16}}}         | 7, 11, 181, 421, 2297, 2797, 4129, 4139, 7151, 29033, … | (Folge A128340 in OEIS) |
| 11                | -6                | {\displaystyle {\frac {11^{n}+6^{n}}{17}}}         | 2*, 5, 7, 107, 383, 17359, 21929, 26393, … | (Folge A338525 in OEIS) |
| 11                | -7                | {\displaystyle {\frac {11^{n}+7^{n}}{18}}}         | 7, 1163, 4007, 10159, … |                         |
| 11                | -8                | {\displaystyle {\frac {11^{n}+8^{n}}{19}}}         | 2*, 3, 13, 31, 59, 131, 223, 227, 1523, … |                         |
| 11                | -9                | {\displaystyle {\frac {11^{n}+9^{n}}{20}}}         | 2*, 3, 17, 41, 43, 59, 83, … |                         |
| 11                | -10               | {\displaystyle {\frac {11^{n}+10^{n}}{21}}}        | 53, 421, 647, 1601, 35527, … | (Folge A185239 in OEIS) |
| 12                | -1                | {\displaystyle {\frac {12^{n}+1}{13}}}             | 2*, 5, 11, 109, 193, 1483, 11353, 21419, 21911, 24071, (106859), (139739), (495953), … | (Folge A057178 in OEIS) |
| 12                | -5                | {\displaystyle {\frac {12^{n}+5^{n}}{17}}}         | 2*, 3, 5, 13, 347, 977, 1091, 4861, 4967, 34679, … | (Folge A128341 in OEIS) |
| 12                | -7                | {\displaystyle {\frac {12^{n}+7^{n}}{19}}}         | 2*, 3, 7, 67, 79, 167, 953, 1493, 3389, 4871, … |                         |
| 12                | -11               | {\displaystyle {\frac {12^{n}+11^{n}}{23}}}        | 47, 401, 509, 8609, … | (Folge A213216 in OEIS) |

## Reihenentwicklungen

### Produktreihen
Wenn die Mersenne-Zahlen durch ihre nachfolgenden Zweierpotenzen geteilt werden und diese so entstehenden Brüche bis in den unendlichen Index miteinander multipliziert werden, dann entsteht ein fester Wert, welcher sich mit Hilfe elliptischer Funktionen ausdrücken lässt. Bei diesem Produkt liegt Konvergenz vor:
{\displaystyle \prod _{n=1}^{\infty }{\frac {M_{n}}{2^{n}}}=\prod _{n=1}^{\infty }{\frac {2^{n}-1}{2^{n}}}=2^{-1/8}\,\vartheta _{01}{\bigl (}{\frac {1}{2}}{\bigr )}^{2/3}\,\vartheta _{00}{\bigl (}{\frac {1}{2}}{\bigr )}^{1/6}\,\vartheta _{10}{\bigl (}{\frac {1}{2}}{\bigr )}^{1/6}=}
{\displaystyle =2^{-1/8}\,\vartheta _{01}{\bigl (}{\frac {1}{2}}{\bigr )}^{2/3}\,\vartheta _{00}{\bigl (}{\frac {1}{2}}{\bigr )}^{1/6}\,{\bigl [}\vartheta _{00}{\bigl (}{\frac {1}{2}}{\bigr )}^{4}-\vartheta _{01}{\bigl (}{\frac {1}{2}}{\bigr )}^{4}{\bigr ]}^{1/24}=}
{\displaystyle =0{,}288788221165707410183325547539553991864476\ldots }
Denn es gilt grundsätzlich für alle Werte x die folgende elliptische Beziehungsgleichung:
{\displaystyle (x;x)_{\infty }=\prod _{n=1}^{\infty }(1-x^{n})=1+\sum _{n=1}^{\infty }{\bigl [}-x^{{\text{Fn}}(2n-1)}-x^{{\text{Kr}}(2n-1)}+x^{{\text{Fn}}(2n)}+x^{{\text{Kr}}(2n)}{\bigr ]}=}{\displaystyle =\left[\sum _{k=0}^{\infty }P(k)x^{k}\right]^{-1}=\vartheta _{00}(x)^{1/6}\vartheta _{01}(x)^{2/3}\left[{\frac {\vartheta _{00}(x)^{4}-\vartheta _{01}(x)^{4}}{16\,x}}\right]^{1/24}}
Das Produkt am linken Rand dieser Gleichungskette wird Pochhammer-Produkt genannt.
Die zuerst gezeigte Summe in dieser Gleichungskette zeigt den Pentagonalzahlensatz mit den Fünfeckszahlen und den Kartenhauszahlen in den Exponenten der x-Potenzen. Diese Fünfeckszahlen und Kartenhauszahlen haben bezüglich des Index z genau diese Beziehungen:
{\displaystyle {\text{Fn}}(z)={\tfrac {1}{2}}z(3z-1)}
{\displaystyle {\text{Kr}}(z)={\tfrac {1}{2}}z(3z+1)}
Die Zahlenfolge {\displaystyle P(k)} ist die reguläre Partitionszahlenfolge. Diese Folge gibt die Anzahl der Partitionen insgesamt bei gegebenen Summen {\displaystyle k} an, also die Anzahl der Weisen, wie man eine Zahl {\displaystyle k} in Summanden ungeachtet der Reihenfolge der Summanden aufspalten kann.
Mit dem Kürzel {\displaystyle \vartheta } wird die Gruppe der Jacobischen Thetafunktionen zum Ausdruck gebracht.
Die sogenannten Theta-Nullwert-Funktionen sind wie folgt definiert:
{\displaystyle \vartheta _{00}(x)=\sum _{k=-\infty }^{\infty }x^{k^{2}}=\prod _{n=1}^{\infty }(1-x^{2n})(1+x^{2n-1})^{2}}
{\displaystyle \vartheta _{01}(x)=\sum _{k=-\infty }^{\infty }(-1)^{k}x^{k^{2}}=\prod _{n=1}^{\infty }(1-x^{2n})(1-x^{2n-1})^{2}}
{\displaystyle \vartheta _{10}(x)=\sum _{k=-\infty }^{\infty }x^{(k+{\frac {1}{2}})^{2}}=2x^{1/4}\prod _{n=1}^{\infty }(1-x^{2n})(1+x^{2n})^{2}}
Die hier dargestellten Summendefinitionen stimmen mit den ebenso hier dargestellten Produktdefinitionen überein.
Diese drei Funktionen stellen die Zusammenhänge zwischen dem elliptischen Nomen und dem vollständigen elliptischen Integral erster Art her:
{\displaystyle \vartheta _{00}[q(\varepsilon )]={\sqrt {2\pi ^{-1}K(\varepsilon )}}}
{\displaystyle \vartheta _{01}[q(\varepsilon )]={\sqrt[{4}]{1-\varepsilon ^{2}}}\,{\sqrt {2\pi ^{-1}K(\varepsilon )}}}
{\displaystyle \vartheta _{10}[q(\varepsilon )]={\sqrt {|\varepsilon |}}\,{\sqrt {2\pi ^{-1}K(\varepsilon )}}}
{\displaystyle q(\varepsilon )=\exp {\bigl [}-\pi \,K({\sqrt {1-\varepsilon ^{2}}}\,)\div K(\varepsilon ){\bigr ]}}
Eine weitere Produktreihe über die Mersenne-Zahlen lässt sich auf folgende Weise formulieren:
{\displaystyle \prod _{n=1}^{\infty }{\frac {M_{2n}}{2^{n}M_{n}}}=\prod _{n=1}^{\infty }{\frac {2^{n}+1}{2^{n}}}={\frac {2^{1/24}\,\vartheta _{01}({\tfrac {1}{4}})^{2/3}\,\vartheta _{00}({\tfrac {1}{4}})^{1/6}\,\vartheta _{10}({\tfrac {1}{4}})^{1/6}}{\vartheta _{01}({\tfrac {1}{2}})^{2/3}\,\vartheta _{00}({\tfrac {1}{2}})^{1/6}\,\vartheta _{10}({\tfrac {1}{2}})^{1/6}}}=}
{\displaystyle =2{,}3842310290313717241498992886783972387716195165\ldots }
Hierbei wurde der Quotient {\displaystyle ({\tfrac {1}{4}};{\tfrac {1}{4}})_{\infty }\div ({\tfrac {1}{2}};{\tfrac {1}{2}})_{\infty }} gebildet.

### Summenreihen
Die unendliche Summe der Kehrwerte der Mersenne-Zahlen wird Erdős-Borwein-Konstante genannt.
Sie hat zu der Lambertschen L-Funktion folgende Beziehung:
{\displaystyle E=\sum _{n=1}^{\infty }{\frac {1}{M_{n}}}=\sum _{n=1}^{\infty }{\frac {1}{2^{n}-1}}=\sum _{n=1}^{\infty }{\frac {2^{n}+1}{2^{n^{2}}\left(2^{n}-1\right)}}=L{\bigl (}{\frac {1}{2}}{\bigr )}}
Und die Lambertsche L-Funktion hat diese Definition:
{\displaystyle L(x)=\sum _{n=1}^{\infty }{\frac {x^{n}}{1-x^{n}}}}